# Allegoria dell'umana fragilità
Allegoria dell'umana fragilità o anche L'umana fragilità è un dipinto di Salvator Rosa, databile probabilmente tra il 1655 - 1656, e ospitato al Fitzwilliam Museum di Cambridge.

## Storia
L'ideazione e completamento dell'opera si inserisce nel più grande quadro dell'epidemia di peste del 1656, che colpì il Viceregno di Napoli giungendo dalla Sardegna, dove era arrivata nel 1652 dalla Spagna.
L'epidemia in breve tempo si portò via diversi famigliari di Salvator Rosa, compresi suo figlio, Rosalvo, un suo fratello e una sua sorella con buona parte della famiglia di lei. In una lettera destinata al filosofo ed amico Giovan Battista Ricciardi, Salvator Rosa esprime come questi lutti in rapida successione lo colpirono e divennero lo stimolo dietro la creazione di quest'opera.

## Analisi dell'opera
L'opera è ricca di dettagli, molti di essi nascosti o difficili da individuare in una prima occhiata.
Seduta ed illuminata sul lato destro della composizione è rappresentata una donna dall'aspetto stanco con una corona di rose che le cinge la testa, creduta per questo da molti critici essere Lucrezia, l'amante di Rosa (le rose sono un'allusione al cognome dell'artista) e madre del piccolo Rosalvo, morto a causa dell'epidemia e per questo nel quadro catturato dall'allegoria della morte, che lo afferra per il polso. Le stesse iniziali di Salvator Rosa appaiono ina una delle lame dei coltelli gettati per terra, anch'essi un simbolo di morte improvvisa.
Sono presenti diverse frasi latine: nello sfondo scuro dell'opera il grande scheletro alato della morte emerge e, attraverso la mano del bambino, scrive nella pergamena: Conceptio Culpa, Nasci Pena, Labor Vita, Necesse Mori. In basso a sinistra, invece, un secondo bambino soffia una serie di bolle, dove in una compare una piccola scritta, Homo est bulla, "l'uomo è una bolla" e ciò vorrebbe indicare la caducità dell'esistenza umana.
Sempre a sinistra ma in alto, è individuabile nella penombra un obelisco di pietra con cinque emblemi scolpiti sopra, un riferimento letterario alla Hieroglyphica del filosofo Piero Valeriano, un'opera estremamente diffusa e conosciuta nel diciassettesimo secolo.